# Assassinat de Saleh al-Arouri
L'assassinat de Saleh al-Arouri, chef adjoint du bureau politique du Hamas et l'un des architectes de l'attaque du 7 octobre contre Israël, a lieu le 2 janvier 2024 dans le quartier Dahieh de la banlieue sud Beyrouth, au Liban. La frappe de drone tue également six autres personnes, dont Samir Findi Abu Amer et Azzam al-Aqraa Abu Ammar, autres membres de haut rang du Hamas,.
L'opération a lieu un jour avant que le Hezbollah ne commémore le 4e anniversaire de l’assassinat du haut commandant militaire iranien Qassem Soleimani. Sept jours plus tôt, un militaire important de la force Al-Qods en Syrie a également été éliminé par Tsahal, le général Razi Mousavi.
Cette attaque provoque un arrêt des négociations entre le Hamas et Israël pour la libération des otages.

## Contexte
En 2015, les États-Unis ont inscrit Saleh al-Arouri, n° 2 du Hamas, sur la liste des terroristes, avec cinq millions de dollars de récompense pour toute information pouvant permettre sa capture.
Le 8 octobre 2023, le groupe armé libanais Hezbollah tire des roquettes guidées et des obus d'artillerie sur des positions israéliennes dans les fermes contestées de Chebaa, un jour après le début de la guerre de Gaza. Israël riposte en lançant des frappes de drones et des obus d'artillerie sur les positions du Hezbollah près de la frontière entre le Liban et le plateau du Golan occupé par Israël. Le déclenchement du conflit fait suite à la déclaration de soutien et d'éloge du Hezbollah à l'attaque du Hamas contre Israël, survenue le 7 octobre,. Depuis 1969, des milices palestiniennes occupent une base au Liban après avoir été chassées de Jordanie. Des assassinats similaires[pas clair] ont eu lieu à Beyrouth à de nombreuses reprises pendant l'occupation syrienne du Liban et les répercussions de la guerre civile syrienne au Liban.

## Déroulement
Les images de vidéosurveillance diffusées par MTV Liban montrent que l'attaque aérienne a eu lieu vers 17 h 41 heure locale. Des images prises depuis des téléphones portables montrent au moins une voiture en flammes devant un immeuble résidentiel endommagé alors que des dizaines de personnes se rassemblent dans la zone juste après la frappe. Les premiers rapports indiquent la mort de quatre membres du Hamas, puis six, dont un possible civil. La chaîne de télévision Al-Aqsa (affiliée au Hamas) annonce que le chef des opérations du Hamas au Liban, Samir Fendi, et Azzam al-Aqra ont tous deux péri dans l'attaque aux côtés d'al-Arouri. Ismaël Haniyeh identifie ensuite trois autres membres du Hamas tués dans l'attaque ; il s'agit de Mahmoud Zaki Shahin, Mohammad Bashasha, Mohammad al-Rayes et Mohammad Hamoud.
| Nom                 | Rôle                                        | Ref    |
| ------------------- | ------------------------------------------- | ------ |
| Saleh al-Arouri     | Vice-président du bureau politique du Hamas | [ 11 ] |
| Samir Fendi         | Commandant d'Al-Qassam                      | [ 15 ] |
| Azzam al-Aqra       | Commandant d'Al-Qassam                      | [ 13 ] |
| Muhammad al-Rayes   | Soldat                                      | [ 16 ] |
| Muhammad Bashasha   | Soldat                                      | [ 14 ] |
| Ahmed Hammoud       | Soldat                                      | [ 14 ] |
| Mahmoud Zaki Shahin | Soldat                                      | [ 14 ] |

Les modalités de l’attaque ne sont pas connues avec précision. Si l’agence d’information officielle libanaise parle d'un drone équipé de missiles, des sources de sécurité libanaise parlent, elles, d'une « double attaque aux missiles air-sol et aux explosifs ».
Les autorités israéliennes ne revendiquent pas cette action, mais d'après le Washington Post, les autorités américaines « ont conclu qu’Israël était bel et bien responsable de l’attaque ».
Il s'agit de la première frappe israélienne contre la capitale libanaise depuis le dernier conflit en 2006 entre Israël et le Hezbollah.

## Réaction des autorités libanaises
Les autorités libanaises annoncent vouloir déposer une plainte à l’ONU pour cette « nouvelle violation israélienne de la souveraineté du Liban ». Le Premier ministre libanais Najib Mikati qualifie cet assassinat de « nouveau crime israélien » visant à « entraîner le Liban dans une nouvelle phase de confrontation ».